# Miracle (singel Cascady)
Miracle – debiutancki singel niemieckiego zespołu Cascada z krążka Everytime We Touch. Pierwszy raz piosenkę wydano w 2004 roku, a trzy lata później drugi raz. Utwór odniósł spore sukcesy w notowaniach europejskich oraz amerykańskich.

## Formaty i track listy
Oryginalne wersje
1. "Miracle" [Radio Mix] – 3:38
2. "Miracle" [SAD Radio Mix] – 3:26
3. "Miracle" [Extended Mix] – 6:08
4. "Miracle" [Icarus Mix] – 6:58

USA
1. "Miracle" [Radio Mix] – 3:38
2. "Miracle" [USA Radio Mix] – 3:25
3. "Miracle" [SAD Radio Mix] – 3:26
4. "Miracle" [Extended Mix] – 6:08
5. "Miracle" [USA Extended Mix] – 5:05
6. "Miracle" [Icarus Mix] – 6:58
7. "Miracle" [SAD Extended Mix] – 7:08

Holandia
1. "Miracle" [Radio Version] – 3:39
2. "Miracle" [Extended Version] – 6:07

Wielka Brytania
CD 1
1. "Miracle" [Radio Edit] – 2:46
2. "Miracle" [After Dark Version] – 3:10

CD 2: Enhanced
1. "Miracle" [Radio Edit] – 2:46
2. "Miracle" [Original Mix] – 6:07
3. "Miracle" [Socialites Mix] – 6:50
4. "Miracle" [Alex M Extended Remix] – 6:44
5. "Miracle" [Northstarz Remix] – 6:12
6. "Miracle" [Joey Riot Mix] – 6:28
7. "Miracle" [Video Edit] – 3:38
8. "Miracle" [Video] – 3:40

## Wszystkie wersje
- Miracle (Radio Edit) 2:57
- Miracle (Alex Megane Extended Mix) 6:44
- Miracle (Joey Riot Mix) 6:28
- Miracle (Northstarz Club Mix) 6:14
- Miracle (Northstarz Remix) 4:00
- Miracle (Socialites Mix) 6:52
- Miracle (Extended) 6:09
- Miracle (The Hitmen Remix) 6:54
- Miracle (USA Extended) 5:08
- Miracle (Sad Extended) 7:09
- Miracle (Alex Megane Radio Edit) 3:43
- Miracle (The Hitmen Radio Edit) 3:30
- Miracle (USA Radio Mix) 3:28
- Miracle (Album Version/Video Mix) 3:41
- Miracle (Sad Radio Mix) 3:26
- Miracle (Sunset Crew edit) 3:13
- Miracle (German Club Mix) 4:56
- Miracle (Sunset Crew Remix) 6:23
- Miracle (The Usual Suspects vs EXR Remix) 6:22
- Miracle (The Usual Suspects vs EXR Edit) 4:22
- Miracle (After Dark Version) 3:10
- Miracle (Asian Radio Mix) 3:32
- Miracle (Asian Extended) 6:15
- Miracle (Red Monster Remix) 5:10
- Miracle (Icarus Mix) 6:58

## Notowania
| Notowanie (2004)                    | Najwyższa pozycja |
| ----------------------------------- | ----------------- |
| U.S. Bubbling Under Hot 100 Singles | 2                 |
| U.S. Pop 100                        | 55                |
| Notowanie (2007)                    | Najwyższa pozycja |
| French Singles Chart                | 1                 |
| Irish Singles Chart                 | 4                 |
| Israeli Singles Chart               | 2                 |
| Dutch Top 40                        | 6                 |
| UK Singles Chart                    | 8                 |
| Swedish Singles Chart               | 10                |
| Swiss Singles Chart                 | 85                |
| Austrian Singles Chart              | 57                |